# Chas Smash
Chas Smash (född som Cathal Joseph Patrick Smyth, också kallad Carl Smyth), född 14 januari 1959, är en engelsk singer-songwriter och multiinstrumentalist. Han är mest känd för sin medverkan i det brittiska ska/popbandet Madness där han bl.a. har varit både andre- och förstasångare, trumpetare, dansare och basgitarrist. Idag spelar han bara trumpet och tar andrastämman. 
Chas Smash var en av de första medlemmarna i det nystartade "The North London Invaders", där han spelade basgitarr, men han hoppade av efter att ha bråkat med bandets pianist, Michael Barson. Men han behöll ändå kontakten med bandet, och 1979, när de bytt namn till Madness, blev han vän med Barson och gick med bandet igen, nu som dansare på scen. Han var den siste att bli medlem innan Madness fick sitt skivkontrakt senare under året. Efter ett tag började han också spela trumpet. 
När Madness splittrades 1986 bildade han, tillsammans med tre av de andra Madnessmedlemmarna, Graham McPherson, Christopher Foreman och Lee Thompson istället gruppen The Madness. Albumet floppade och de splittrades efter bara ett album.
I slutet av 1980-talet blev han vän med den f.d. The Smiths-sångaren Morrissey som ville att Chas skulle bli hans manager, men han tackade nej på grund av mindervärdeskomplex. Han sjöng också andrastämman på sin egen version av The Jam's "That's Entertainment". Han hade även en liten del i McPherson's solokarriär, där han skrev låten "Green Eyes" och medverkade i musikvideon till "I'm Only Sleeping". På senare år har han lett folkmusikgruppen "Velvet Ghost". De har dock inte gett ut något album, trots flera inspelade låtar. 
1992 såg Chas till att Madness gjorde comeback med succéspelningen Madstock.
Efter att deras världsturné i och med släppet av skivan The Dangermen Sessions Vol. 1, påbörjade Chas tillsammans med de andra medlemmarna arbetet med deras första album med originalskrivna låtar sedan Wonderful från 1999.
2014 hoppade Chas Smash av Madness för att satsa på en solokarriär.

## Några låtar skrivna av Chas Smash
- "One Step Beyond..." (introt till en cover, ursprungligen skriven av Cecil "Prince Buster" Campbell). (1979) UK# 7
- "Cardiac Arrest" (text, musiken av Foreman). (1982) UK# 14
- "Our House" (text, musik av Foreman). (1982) UK# 5, US# 7, SVE# 1. Chas och Foreman belönades med en Ivor Novello Awards för den.
- "Tomorrow's Just Another Day" (text, musik av Barson). (1982) UK# 8
- "Wings of a Dove" (musik, text av McPherson) (1983) UK# 2
- "Michael Caine" (text, musik av Daniel Woodgate). UK# 11
- "I Pronounce You" (musik, text av Thompson). (1988) UK# 44
- "Johnny The Horse" (text och musik). (1999) UK# 44

## Diskografi
Studioalbum (solo)
- 2015 – A Comfortable Man